# LB Mangangá (LPR-05)
O LB Mangangá (LPR-05) é uma lancha-patrulha blindada pertencente à Marinha do Brasil e construída pela DGS Defense. Sua função é no combate ao tráfico de drogas e outras ilicitudes na área de Santos. Devido a suas capacidades, o Mangangá possui diversas aplicações, estando apto para ataques supresa e respostas rápidas, podendo navegar tanto em mar aberto quanto em águas rasas. Após o seu comissionamento, a Capitania dos Portos de São Paulo estima que seu raio de atuação pode ser ampliado de 22 quilômetros para 370 quilômetros.